# Вольф, Бернхард (музыкант)
Бернхард Вольф (нем. Bernhard Wolff; 23 апреля 1835, Раковиц, Пруссия, ныне Раковец, гмина Гнев, Тчевский повет, Польша — 11 марта 1906, Берлин) — немецкий музыкальный педагог.
Учился как пианист у Ганса фон Бюлова в Консерватории Штерна. В дальнейшем преподавал фортепиано в Берлине, в том числе в Западной консерватории Германа Генса.
Автор множества дидактических сочинений и обработок, из которых наибольшую известность приобрёл так называемый «Малый Пишна» (нем. Der Kleine Pischna) — сборник из 48 подготовительных упражнений к освоению более продвинутых упражнений Йозефа Пишны, издание которых Вольф подготовил в 1896 году.